# Dieses Mädchen ist für alle
Dieses Mädchen ist für alle (This Property Is Condemned) ist ein US-amerikanisches Filmdrama von Sydney Pollack aus dem Jahr 1966. Das Drehbuch schrieben Francis Ford Coppola, Fred Coe und Edith Sommer nach einem einaktigen Theaterstück von Tennessee Williams aus dem Jahre 1946 mit dem Titel  This Property Is Condemned (deutsch: Diese Immobilie ist zum Abbruch bestimmt). Ein entsprechendes Schild ist zu Beginn an der Pension zu sehen, in der der Film dann spielt. In der DDR lief er unter dem Titel Traumstation.

## Handlung
In der Rahmenhandlung erzählt das 13-jährige Mädchen Willie Starr die Geschichte ihrer Schwester Alva dem Jungen Tom, den sie in den 1930er Jahren auf den verlassenen Eisenbahnschienen der fiktiven Stadt Dodson in Mississippi trifft. Der Zuschauer sieht die Geschichte als Rückblende.
Ein Fremder, Owen Legate, kommt in die kleine Stadt Dodson und macht sich auf den Weg zum Starr Boarding House, wo eine lautstarke Geburtstagsfeier für die Vermieterin Hazel „Mama“ Starr stattfindet. Er trifft Willie, die jüngste Tochter des Hauses, und mietet ein Zimmer für eine Woche. Den Grund seines Aufenthalt in der Stadt behält er für sich. Schnell stellt sich heraus, dass die älteste Tochter Alva die „Hauptattraktion“ der Party ist. Mr. Johnson, der älteste und reichste Bahnhofsangestellte, erwartet sehnsüchtig ihre Ankunft. Als Alva endlich erscheint, begrüßen sie viele Männer und versuchen, ihre Aufmerksamkeit zu erregen oder mit ihr zu tanzen, darunter auch Mamas Freund J. J. Nichols. Alva und Owen treffen sich zum ersten Mal in der Küche, wo das Mädchen eine fantasievolle Geschichte über einen der Arbeiter erzählt, der sie zum Peabody Hotel in Memphis zum Tanzen mitnimmt. Willie ist hingerissen, aber Owen vermutet, dass die Geschichte frei erfunden ist. Es wird offensichtlich, dass Alva Dodson verlassen will und davon träumt, nach New Orleans zu gehen, von wo Owen gekommen ist. Später betritt Alva unter falschem Vorwand Owens Zimmer und beginnt, sich ihm anzuvertrauen. Er schlägt ihr vor, dass sie nicht mehr als Prostituierte arbeiten soll, woraufhin sie unter Tränen geht. Mama erklärt Alva, dass sie freundlich zu Mr. Johnson sein muss, der versprochen hat, sich um sie zu kümmern.
Am nächsten Tag sieht Willie, die die Bibelschule in den Ferien schwänzt, Owen auf dem Weg zur Arbeit. Der Zweck von Owens Besuch in Dodson ist die Entlassung mehrerer Eisenbahnangestellter aufgrund von Kürzungen, die durch die Wirtschaftskrise notwendig wurden. Am Abend wartet Mr. Johnson wieder darauf, dass Alva sich für ihr Date fertig macht, aber sie vermeidet es. Sie erfindet einen Vorwand, um ihn dazu zu bringen, hineinzugehen, und führt Owen dann in den Garten, um ihm die rothaarige Vogelscheuche ihres Vaters zu zeigen. Owen konfrontiert Alva mit ihrem Arrangement mit Mama. Wütend rennt sie zurück zu Mr. Johnson und lädt alle im Haus zum Nacktbaden ein. J. J. Nichols schafft es, Alva allein abzupassen und erzählt ihr, dass Owen gekommen ist, um den Großteil der Einwohner Dodsons zu entlassen. Die Arbeiter werden Legate gegenüber zunehmend feindselig, aber Owen und Alva kommen sich näher. Sie suchen einen verlassenen Waggon auf, und Alva spricht noch einmal von ihrem Traum, die Stadt zu verlassen. Als Owen von den entlassenen Männern zusammengeschlagen wird, kümmert sich Alva um ihn, und die beiden verbringen die Nacht zusammen.
Inzwischen hat Mama dafür gesorgt, dass die Familie Mr. Johnson nach Memphis begleitet, wo er sich um sie kümmern wird. Sie wird Alva nicht mit Owen nach New Orleans gehen lassen. Als Alva protestiert, überredet Mama Owen zu glauben, dass er getäuscht wurde und Alva die ganze Zeit vorhatte, nach Memphis zu gehen. Mama, J. J., Alva und Mr. Johnson gehen aus, um ihr neues Arrangement zu feiern. Betrunken und verärgert konfrontiert Alva J. J. und bringt ihn dazu zuzugeben, dass er bei Mrs. Starr bleibt, um bei ihr zu sein. In der Nacht heiratet Alva J. J., stiehlt aber am nächsten Morgen sein Geld und ihre Heiratsurkunde und flieht nach New Orleans.
In New Orleans findet Alva schließlich Owen, und sie verbringen glückliche Tage miteinander. Als Owen ein Job in Chicago angeboten wird, macht er Alva einen Heiratsantrag und schickt nach Willie. Aber eines Tages kommen beide nach Hause und finden dort Mama, die Alva zurückholen und sie in einen neuen Plan einbeziehen will. Sie enthüllt Owen, dass Alva J. J. geheiratet hat, was Owen kaum glauben kann. Alva rennt weinend in den Regen.
Der Film schneidet zurück zu Willie und Tom auf den Eisenbahnschienen. Willie, die jetzt die Kleidung und den Schmuck ihrer Schwester trägt, erklärt, dass Alva an einer „Lungenerkrankung“ (möglicherweise Tuberkulose) starb, auf die früher im Film mehrere Anspielungen gemacht worden waren. Mama ist mit einem Mann weggezogen, und Willie lebt allein in der verlassenen Pension.

## Rezensionen
Cinema schrieb, der Film sei eine „atmosphärisch dichte, intensiv gespielte Südstaatenromanze“.

## Auszeichnungen
Natalie Wood wurde für ihre Darstellung für die Golden Globe Awards 1967 und für den Laurel Award nominiert.

## Hintergrund
Der Einakter von Tennessee Williams, auf dem der Film basiert, ist nur etwa 20 Minuten lang und besteht ausschließlich aus einem Dialog des Mädchens Willie Starr mit Tom. Die Vorlage wurde deshalb von den Drehbuchautoren, insbesondere von Francis Ford Coppola, stark erweitert. Williams distanzierte sich später von dem Film.
Am Anfang und am Schluss erklingt der bekannte Song Wish Me a Rainbow von Jay Livingston (Musik) und Ray Evans (Text).
Der Schauspieler Dabney Coleman wird im Vorspann erwähnt, aber alle seine Szenen in der Rolle eines Kaufmannes wurden geschnitten.